# Vũ Tuyên Quang
Vũ Tuyên Quang (sinh ngày 5 tháng 7 năm 1995) là một cầu thủ bóng đá chuyên nghiệp người Việt Nam hiện đang thi đấu ở vị trí thủ môn cho câu lạc bộ Becamex Bình Dương.

## Sự nghiệp
Vũ Tuyên Quang trưởng thành từ Trung tâm đào tạo bóng đá trẻ Hà Nội. Năm 2019, sau một thời gian thi đấu cho Nam Định và Đắk Lắk theo dạng cho mượn, anh chính thức sang thi đấu cho Thanh Hóa. Tuy nhiên, anh không chiếm được suất bắt chính và chỉ được ra sân một lần duy nhất trong màu áo đội bóng xứ Thanh.
Năm 2020, Quang rời Thanh Hóa và tái ngộ với người thầy cũ Nguyễn Đức Thắng tại câu lạc bộ Bình Định. Ban đầu, anh chỉ đóng vai trò dự bị cho thủ môn Trần Đình Minh Hoàng, và đã được trao cơ hội khi đồng đội dính chấn thương.
Ở mùa giải V.League 1 2021, Quang bắt chính 4 trận, không giữ sạch lưới lần nào. Tuy nhiên, trong mỗi trận đấu đó, anh không nhận nhiều hơn một bàn thua.
Đến mùa giải 2022, Vũ Tuyên Quang trở thành lựa chọn số một ở vị trí thủ môn của Bình Định và có lần đầu tiên được gọi lên đội tuyển quốc gia Việt Nam trong đợt tập trung tháng 3 năm 2022. Ngày 2 tháng 7 năm 2022, trong trận Bình Định tiếp đón Hoàng Anh Gia Lai trên sân nhà, Quang đã phải nhận một thẻ đỏ trực tiếp ở phút thứ 40, đây cũng là lần đầu tiên trong sự nghiệp anh bị truất quyền thi đấu.